# Amsterdam, Ohio
Amsterdam är en by (village) i Jefferson County i Ohio. Vid 2010 års folkräkning hade Amsterdam 511 invånare.